# بالگردگاه والاس
 بالگردگاه والاس  (به انگلیسی: Wallace Heliport) یک فرودگاه خصوصی است . این فرودگاه در کشور ایالات متحده آمریکا قرار دارد و در ارتفاع ۱۵ متری از سطح دریا واقع شده است.